# Cora Jade
Brianna Coda (Chicago, Illinois; 14 de enero de 2001) es una luchadora profesional estadounidense. Conocida por su paso en la empresa WWE, donde se presentaba en la marca NXT bajo el nombre de Cora Jade. Entre sus logros destacaba haber sido una vez Campeona en Femenina en Parejas de NXT con Roxanne Perez. Anteriormente trabajó en el circuito independiente bajo el nombre de Elayna Black, mismo en el que hizo apariciones para empresas como All Elite Wrestling (AEW) e Impact Wrestling.

## Carrera

### Circuito independiente (2018-2021)
Coda se entrenó por primera vez en la Freelance Wrestling Academy por Bryce Benjamin e Isaias Velázquez. Debutó el 9 de diciembre de 2018 en la promoción Kaiju Attack Wrestling con sede en Illinois en una lucha por equipos contra su ex instructor Bryce Benjamin bajo el nombre de ring Elayna Black. El 11 de julio de 2019, Black ganó su primer torneo mientras estaba en ZOWA Live, convirtiéndose en la Campeona del Torneo de Atletismo Femenino Zen de 2019. El 15 de agosto, mientras estaba en Zelo Pro Wrestling, Black compitió en un combate a cuatro bandas por el vacante Campeonato Femenino de Zelo Pro. El 1 de septiembre, Black compitió en el Torneo Regional Rising Stars 2019 de RISE Wrestling, donde fue eliminada en los cuartos de final por Sophie King. También apareció en Shimmer Women Athletes, debutando en el Volumen 118 compitiendo en una lucha.

### Impact Wrestling (2019)
El 18 de octubre de 2019, Black hizo su primer debut en PPV mientras estaba en Impact Wrestling en Prelude to Glory, donde perdió ante Havok en un combate de squash.

### All Elite Wrestling (2020)
Black apareció por primera vez en la empresa All Elite Wrestling el 13 de octubre de 2020 en Dark perdiendo ante Red Velvet. Regresó al mes siguiente en el episodio del 3 de noviembre de Dark, haciendo equipo con Leyla Hirsch en un combate de parejas perdiendo ante Brandi Rhodes y Red Velvet.

### WWE (2021-2025)

#### NXT (2021-2025)
El 20 de enero de 2021, se anunció que Cora firmó un contrato con la WWE. El 22 de enero en 205 Live, Cora debutó bajo el nombre de ring como Cora Jade, donde fue emparejada con Gigi Dolin en la primera ronda del Dusty Rhodes Tag Team Classic 2021, y fueron eliminadas por Candice LeRae e Indi Hartwell.
El 10 de febrero en NXT, Jade perdió ante Xia Li. Tres meses después, Jade regresó a la televisión el 25 de mayo en NXT, donde perdió un combate contra Franky Monet. Varios meses después, Jade derrotó a Monet en una revancha celebrada el 5 de octubre de NXT 2.0. El 16 de noviembre se unió al equipo de Raquel González para NXT WarGames. En ese evento, le dio la victoria a su equipo. Dos semanas después, tuvo una oportunidad en el Campeonato Femenino de NXT contra Mandy Rose y Raquel González, en NXT: New Year's Evil. El 28 de diciembre en NXT 2.0, ella y Raquel González arriesgaron con éxito su oportunidad por el título contra Kay Lee Ray e Io Shirai, cuando Cora cubrió a Ray.
En el NXT 2.0 del 19 de julio, participó en la 20 Women's Battle Royal por una oportunidad al Campeonato Femenino de NXT de Mandy Rose, sin embargo fue la última eliminanda por Zoey Stark. En Heatwave, Jade derrotó a Pérez. En el episodio del 4 de octubre de NXT, se organizó una Weapons Wild Match entre Jade y Perez en Halloween Havoc. Las dos también acordaron elegir tus combates venenosos, donde ambas podrían elegir cualquier oponente en la WWE la una para la otra. Jade hizo su primera aparición en el roster principal en el episodio del 17 de octubre de Raw, donde eligió a Rhea Ripley como oponente de Pérez. La noche siguiente, Jade derrotó a Raquel Rodríguez (la oponente elegida personalmente por Pérez) por descalificación. Cuatro días después, en Halloween Havoc, Jade perdió ante Pérez en un combate de Weapons Wild.
En mayo de 2023, Jade derrotó a Fallon Henley en la primera ronda del torneo por el vacante Campeonato Femenino de NXT, pero perdió ante Lyra Valkyria en las semifinales. Después del episodio del 2 de agosto de NXT, Jade tomó un descanso de la televisión de la WWE.
Después de una pausa de cuatro meses, Jade regresó en NXT Deadline el 9 de diciembre, atacando a la Campeona Femenina de NXT Lyra Valkyria y posando con el título.
El 12 de enero de 2024, durante una lucha contra Lyra Valkyria en un evento en vivo, Jade sufrió un desgarro del ligamento anterior cruzado y estuvo fuera de juego durante 9 meses aproximadamente.
Hizo una aparición en un evento en vivo no televisado, realizando una promo que va por el título Femenino de NXT una vez esté recuperada.
El 1 de octubre de 2024, Jade regresó a NXT, atacando a Giulia y haciendo que Roxanne Perez retuviera el Campeonato Femenino de NXT. 
En febrero de  2025 apareció en los episodios semanales de TNA Impact como invitada sorpresa y luchando contra Xia Brokside, llegando a obtener una lucha por el Campeonato Mundial Knockouts de TNA en Sacrifice 2025 pactada para el 14 de marzo, sin embargo en 4 de marzo de 2025, durante una lucha en NXT, contra Jordynne Grace nuevamente se lesiona en una rodilla, teniendo que acabar el combate.
El 2 de mayo de 2025, como parte de la reestructuración en todos los niveles, fue liberada de su contrato de la WWE, culminando 4 años de haber laborado en la empresa.

### Regreso al circuito independiente (2025)
Tras ser despedida por la WWE, Coda, quien retomó su nombre de Elayna Black, anunció apariciones en varias promociones independientes como Atomic Legacy Wrestling (ALW), Black Label Pro (BLP), Game Changer Wrestling (GCW) y Top Talent Wrestling (TTW). El 2 de junio de 2025, Coda publicó una viñeta en sus redes sociales anunciando oficialmente el regreso del personaje de "Elayna Black". El 20 de junio, Black la obligó a regresar a GCW en Bangin en Little Rock, donde perdió una lucha intergénero contra Joey Janela. El 28 de junio, Black ganaría su primer campeonato individual, el Campeonato Femenino de la AWF, al derrotar a Brittnie Brooks. El 21 de julio, Coda anunció que se tomaría un descanso de la lucha libre profesional para cuidar su salud mental y canceló sus apariciones restantes para el resto de 2025.

## En Lucha
- Movimientos finales
  - 201 Bomb (Diving senton) - 2021-presente
  - 201 Drop (Diving headbutt drop) - 2020-2021
  - Moobsault - 2018-2020
  - Jaded (Double underhook DDT) - 2021-presente
  - Running heel kick - 2018-2020
  - Swinging spinebuster - 2020-2021
- Movimientos de firma
  - Body slam
  - Corner shining wizard
  - Guillotine choke
  - Jumping front dropkick
  - Running elbow smash
  - Springboard double foot stomp
  - Springboard hurricanra
  - Straight jacket
- Managed Wrestlers
  - Blake Christian
- Temas de entrada
  - "She's So Dumb" por Dave Newton (WWE NXT; 2021-2022)
  - "Twisted Generation" por Def Rebel (WWE NXT; 2022)
  - "Generation of Jade" por Def Rebed (WWE NXT; 2022-2025)

## Vida personal
Coda mantuvo una relación con su compañero luchador profesional Blake Christian, quien era conocido en NXT de WWE bajo el nombre de ring Trey Baxter desde finales del 2020, hasta mediados del 2022, cuando inició una relación con el luchador Bron Breakker.

## Campeonatos & Logros
- WWE
  - NXT Women's Tag Team Championship (1 vez) - con Roxanne Pérez